# Doença de Krabbe

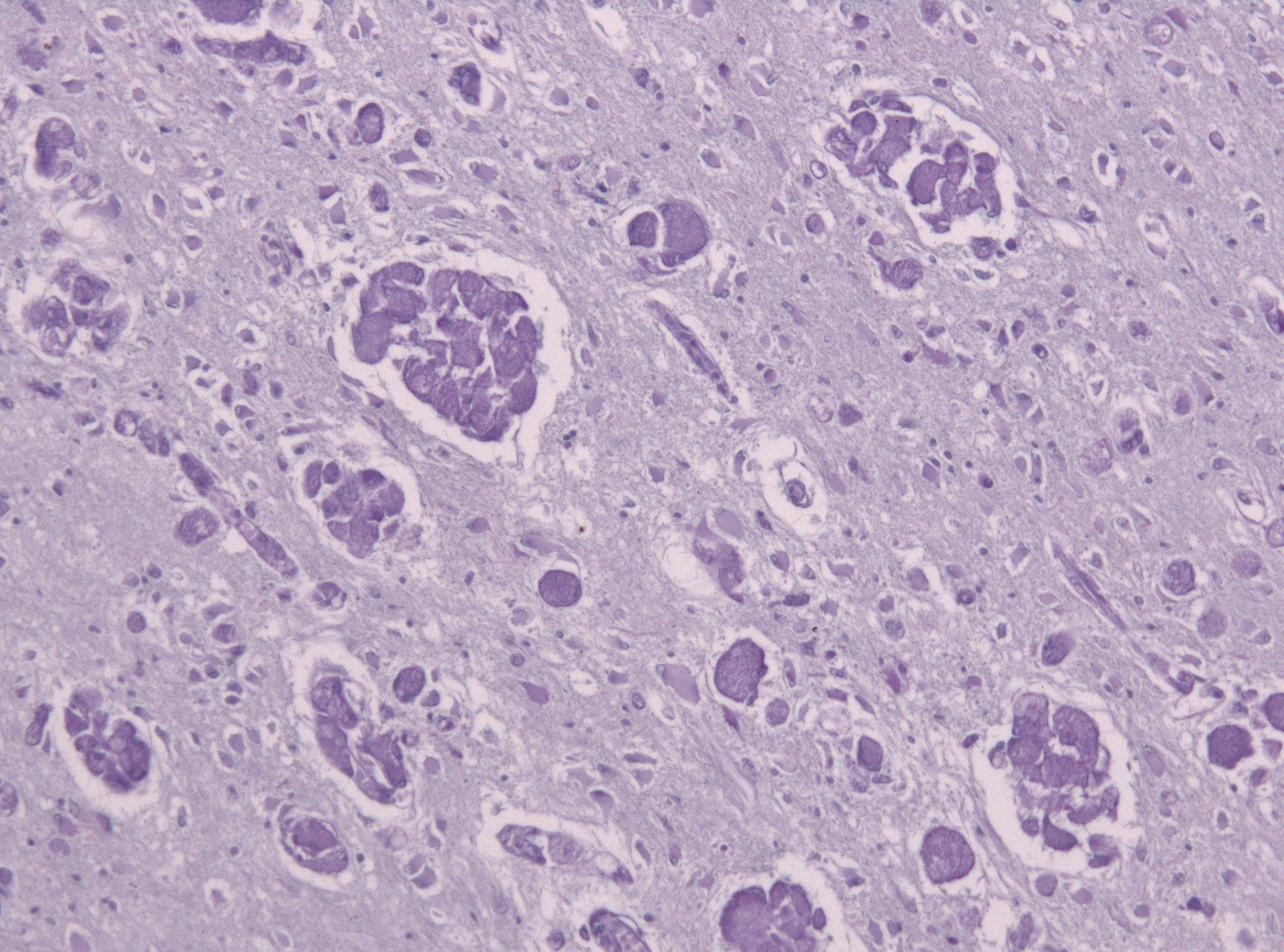
Leucodistrofia de células globosas.

A Doença de Krabbe, ou leucodistrofia de células globosas, é uma doença autossômica recessiva da infância.
É resultante da deficiência inata da atividade enzimática da galactocerebrosidase e do consequente acúmulo de galactosilceramida na substância branca do cérebro.
O gene da galactocerebrosidase localiza-se no braço longo do cromossomo 14 (14q31) e mutações específicas causadoras da doença têm sido descritas.
Existem duas apresentações para esta doença:
- Infantil - de início precoce na infância, caracterizada pela presença de hipertonia, irritabilidade, convulsões, atrofia do nervo óptico até o primeiro ano e retardo mental grave.
- Infantil Tardia - inicia-se em geral após o segundo ano de vida e tem curso semelhando a forma infantil mais precoce.

Um dos tratamentos curativos propostos para esta doença é o transplante de medula óssea. Utilizar como fonte celular o cordão umbilical parece apresentar melhores resultados.